# Bahnrad-Weltcup 2016/17
Der UCI-Bahnrad-Weltcup 2016/17 wurde in vier Läufen zwischen November 2016 und Februar 2017 ausgetragen. Veranstalter war der Weltradsportverband UCI.

## Austragungsorte
| Datum                 | Ort                                      |
| --------------------- | ---------------------------------------- |
| 4.–6. November 2016   | Emirates Arena in Glasgow                |
| 11.–13. November 2016 | Omnisport Apeldoorn in Apeldoorn         |
| 17.–19. Februar 2017  | Velódromo Alcides Nieto Patiño in Cali   |
| 25.–26. Februar 2017  | Velo Sports Center in Carson/Los Angeles |

## Resultate

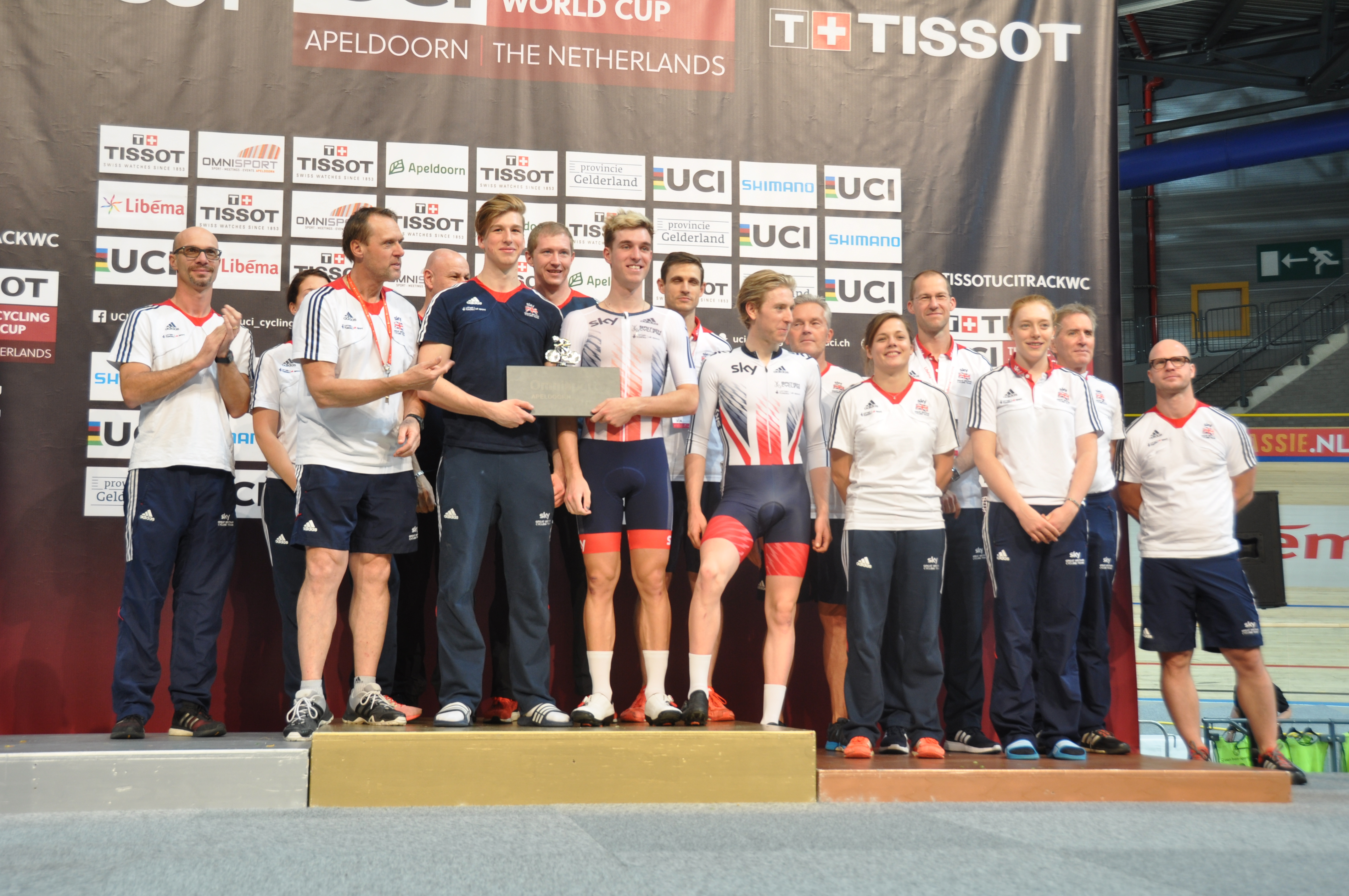
Das britische Team siegte beim zweiten Lauf in Apeldoorn.

### Frauen

#### Sprint

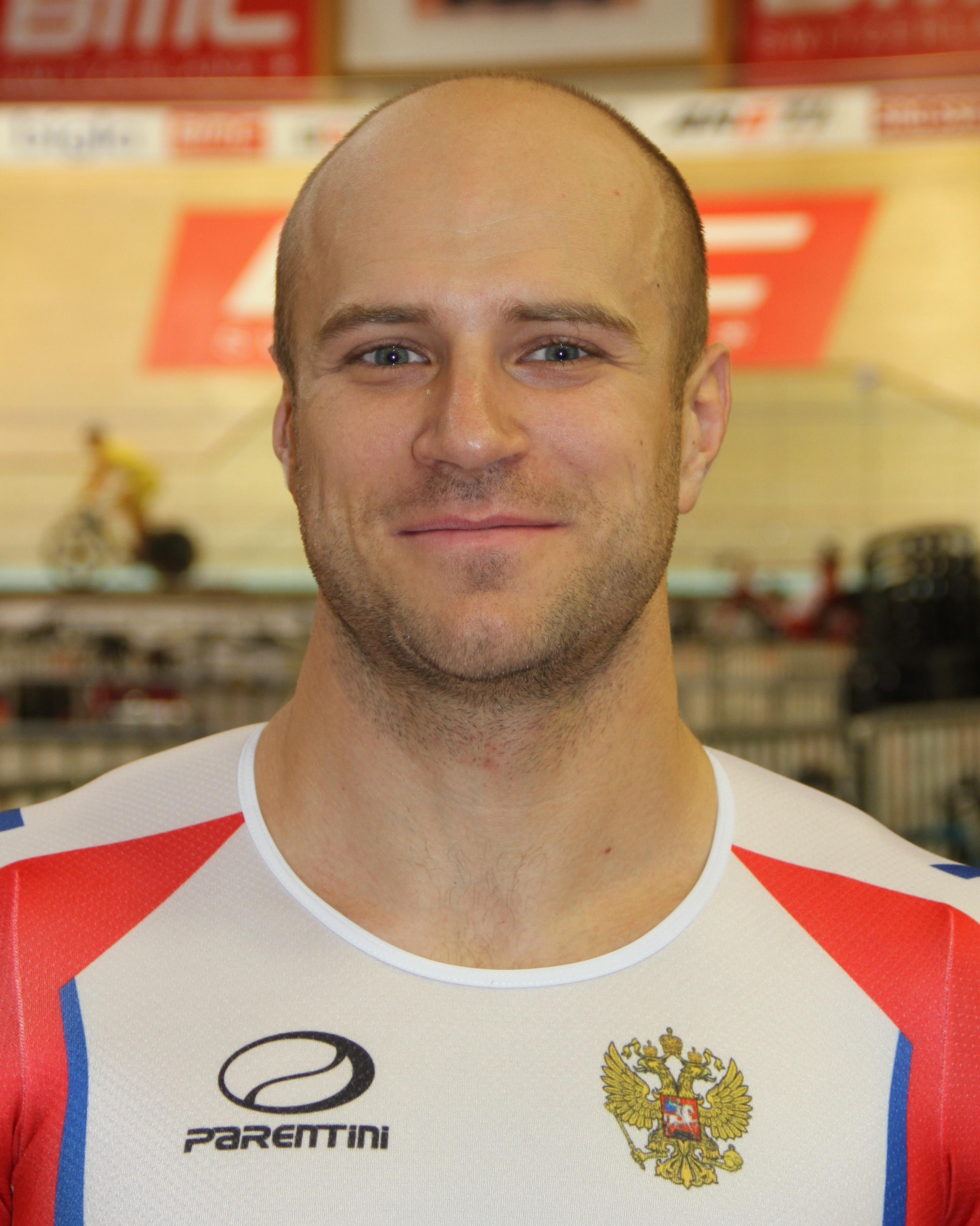
Denis Dmitrijew gewann die Sprintwettbewerbe in Cali und Los Angeles.

| Ort         | Siegerin           | Zweite              | Dritte              |
| ----------- | ------------------ | ------------------- | ------------------- |
| Glasgow     | Simona Krupeckaitė | Ljubow Bassowa      | Tania Calvo         |
| Apeldoorn   | Lee Wai-sze        | Tania Calvo         | Laurine van Riessen |
| Cali        | Kristina Vogel     | Anastassija Woinowa | Darja Schmeljowa    |
| Los Angeles | Kristina Vogel     | Ljubow Bassowa      | Anastassija Woinowa |

Gesamtwertung
| Pos. | Fahrerin            | Glas | Apel | Cali | LA  | Pkt  |
| ---- | ------------------- | ---- | ---- | ---- | --- | ---- |
| 1.   | Olena Starykowa     | 190  | 375  | 225  | 375 | 1165 |
| 2.   | Tania Calvo         | 400  | 450  | 300  | -   | 1150 |
| 3.   | Kristina Vogel      | -    | -    | 500  | 500 | 1000 |
| 4.   | Han Jun             | 300  | 145  | 275  | 275 | 995  |
| 5.   | Miglė Marozaitė     | 325  | 205  | 325  | 120 | 975  |
| 6.   | Ljubow Bassowa      | 450  | -    | -    | 450 | 900  |
| 7.   | Anastassija Woinowa | -    | -    | 450  | 400 | 850  |
| 8.   | Liu Lili            | 175  | 225  | 205  | 225 | 830  |
| 9.   | Nicky Degrendele    | 375  | 175  | 190  | -   | 740  |
| 10.  | Emma Hinze          | -    | -    | 375  | 325 | 700  |

#### Keirin

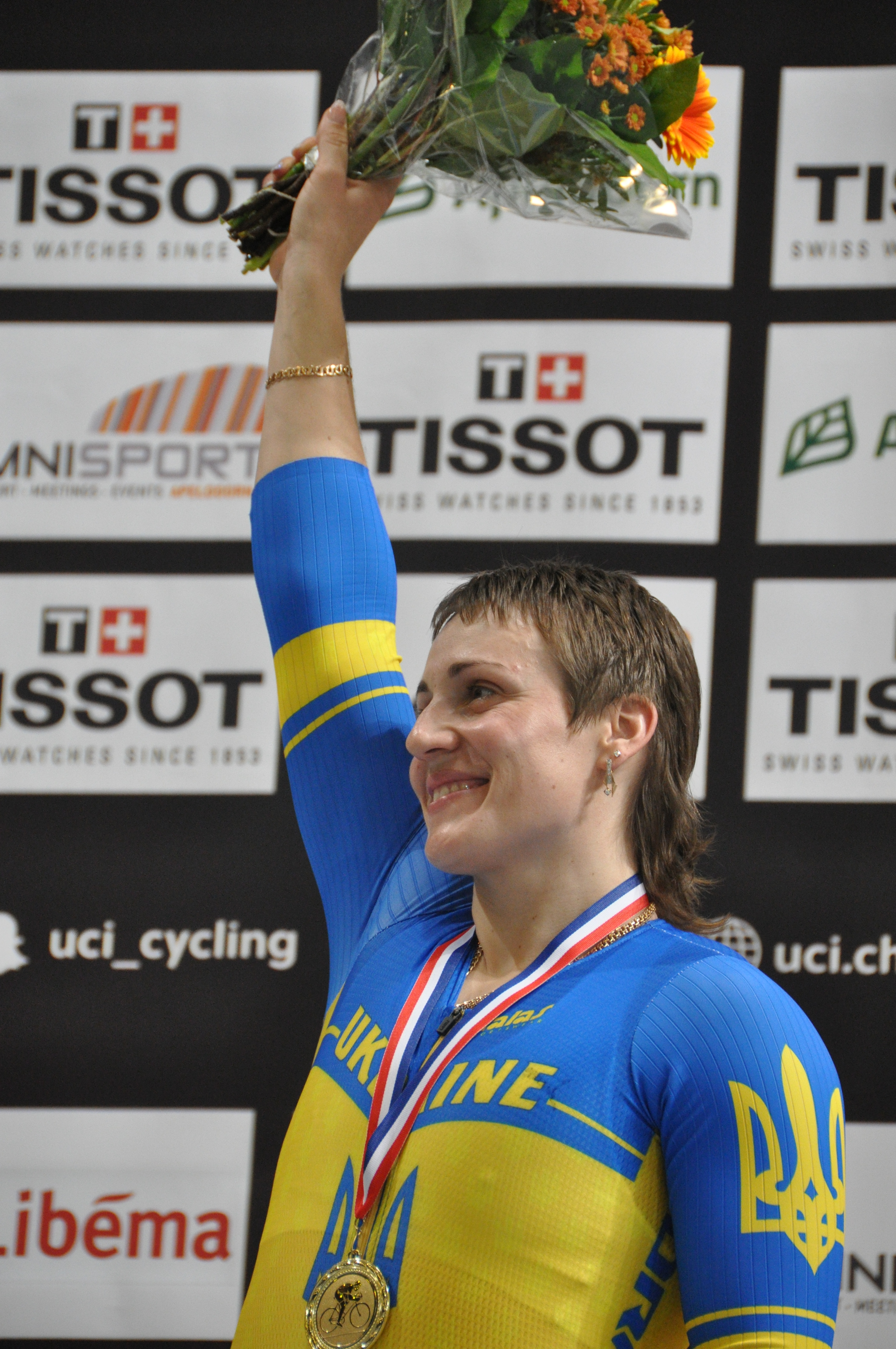
Ljubow Bassowa gewann das Keirin-Rennen in Apeldoorn.

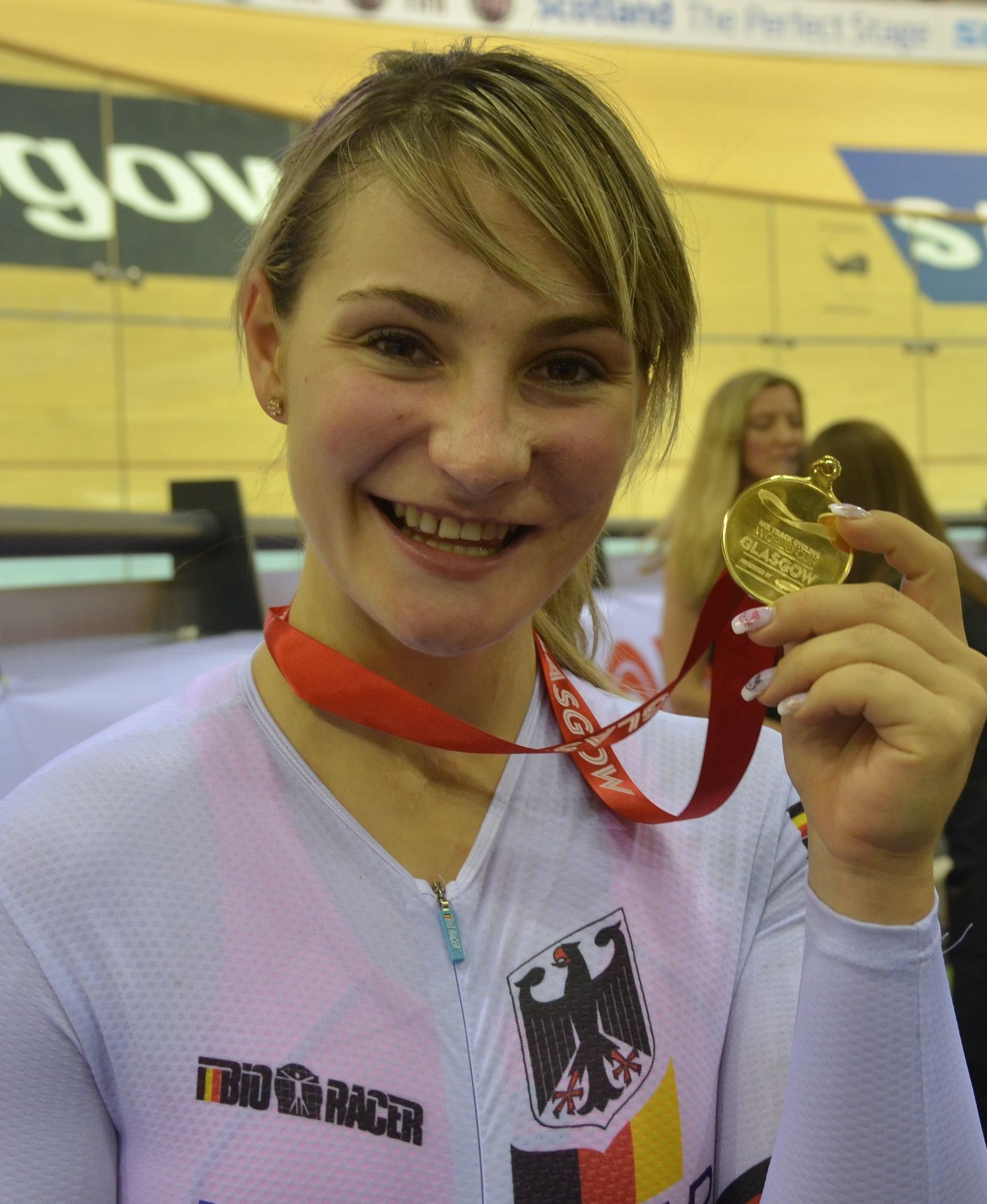
Kristina Vogel (hier beim Weltcup 2012 in Glasgow) schaffte in Cali das „Triple“: Sie gewann Sprint, Keirin und mit Miriam Welte den Teamsprint. In Los Angeles gelang ihr mit Siegen im Sprint und im Keirin das „Double“.

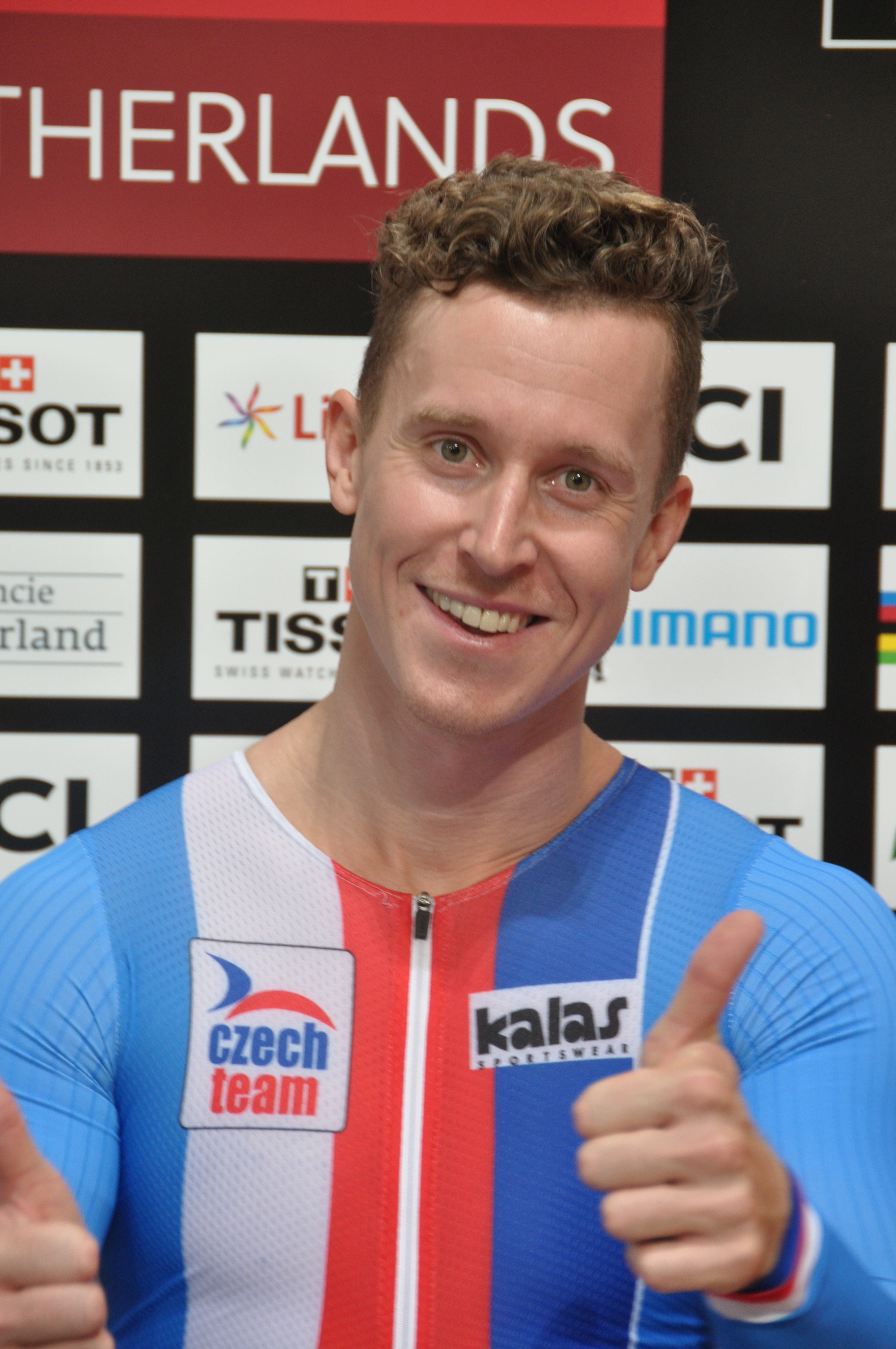
Tomáš Bábek gewann die Keirin-Läufe in Glasgow und in Apeldoorn.

| Ort         | Siegerin           | Zweite           | Dritte           |
| ----------- | ------------------ | ---------------- | ---------------- |
| Glasgow     | Simona Krupeckaitė | Ljubow Bassowa   | Courtney Field   |
| Apeldoorn   | Ljubow Bassowa     | Nicky Degrendele | Lee Wai-sze      |
| Cali        | Kristina Vogel     | Martha Bayona    | Nicky Degrendele |
| Los Angeles | Kristina Vogel     | Martha Bayona    | Natasha Hansen   |

Gesamtwertung
| Pos. | Fahrerin           | Glas | Apel | Cali | LA  | Pkt  |
| ---- | ------------------ | ---- | ---- | ---- | --- | ---- |
| 1.   | Ljubow Bassowa     | 450  | 500  | -    | 375 | 1325 |
| 2.   | Nicky Degrendele   | 375  | 450  | 400  | -   | 1225 |
| 3.   | Liu Lili           | 190  | 350  | 375  | 175 | 1090 |
| 4.   | Tatjana Kisseljowa | 350  | 225  | 145  | 300 | 1020 |
| 5.   | Kristina Vogel     | -    | -    | 500  | 500 | 1000 |
| 6.   | Martha Bayona      | -    | -    | 450  | 450 | 900  |
| 7.   | Simona Krupeckaitė | 500  | -    | -    | 325 | 825  |
| 8.   | Mathilde Gros      | -    | -    | 350  | 275 | 625  |
| 9.   | TCT Wang Tzu-chun  | 275  | 175  | -    | 145 | 595  |
| 10.  | Courtney Field     | 400  | 190  | -    | -   | 590  |

#### Teamsprint
| Ort         | Siegerinnen                                          | Zweite                                               | Dritte                                       |
| ----------- | ---------------------------------------------------- | ---------------------------------------------------- | -------------------------------------------- |
| Glasgow     | Spanien Tania Calvo Helena Casas                     | Volksrepublik China Han Jun Liu Lili                 | Russland Natalja Antonowa Tatjana Kisseljowa |
| Apeldoorn   | Spanien Tania Calvo Helena Casas                     | Niederlande Kyra Lamberink Shanne Braspennincx       | Volksrepublik China Han Jun Liu Lili         |
| Cali        | Deutschland Kristina Vogel Miriam Welte              | Gazprom-RusVelo Darja Schmeljowa Anastassija Woinowa | Spanien Tania Calvo Helena Casas             |
| Los Angeles | Gazprom-RusVelo Darja Schmeljowa Anastassija Woinowa | Kanada Amelia Walsh Kate O’Brien                     | Südkorea Lee Hye-jin Kim Won-gyeong          |

Gesamtwertung
| Pos. | Team                | Glas | Apel | Cali | LA  | Pkt  |
| ---- | ------------------- | ---- | ---- | ---- | --- | ---- |
| 1.   | Spanien             | 500  | 500  | 400  | 190 | 1590 |
| 2.   | Volksrepublik China | 450  | 400  | 275  | 350 | 1475 |
| 3.   | Italien             | 300  | 250  | 225  | 250 | 1025 |
| 4.   | Gazprom-RusVelo     | -    | -    | 450  | 500 | 950  |
| 5.   | Vereinigte Staaten  | 350  | 300  | -    | 225 | 875  |
| 6.   | Deutschland         | -    | -    | 500  | 300 | 800  |
| 7.   | Russland            | 400  | 375  | -    | -   | 775  |
| 8.   | Kanada              | -    | -    | 300  | 450 | 750  |
| 9.   | Kolumbien           | -    | -    | 350  | 375 | 725  |
| 10.  | Australien          | 375  | 325  | -    | -   | 600  |

#### 500-Meter-Zeitfahren

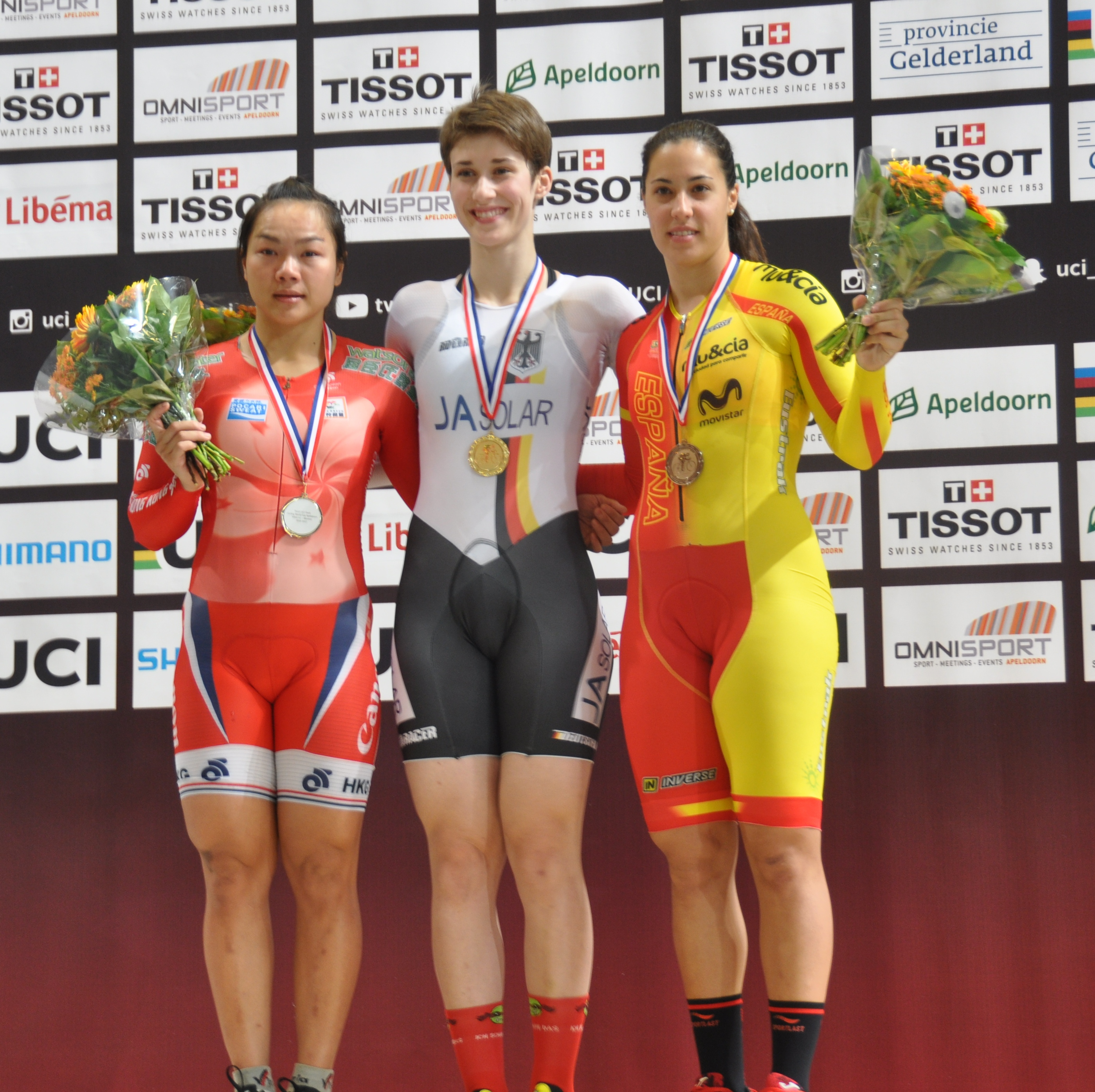
Podium des Zeitfahrens in Apeldoorn (v. l. n. r.): Lee Waiz-sze, Pauline Grabosch und Tania Calvo

| Ort       | Siegerin         | Zweite      | Dritte      |
| --------- | ---------------- | ----------- | ----------- |
| Apeldoorn | Pauline Grabosch | Lee Wai-sze | Tania Calvo |

Gesamtwertung
| Pos. | Fahrerin         | Apel | Cali | LA | Pkt |
| ---- | ---------------- | ---- | ---- | -- | --- |
| 1.   | Pauline Grabosch | 500  |      |    | 500 |
| 2.   | Lee Wai-sze      | 450  |      |    | 450 |
| 3.   | Tania Calvo      | 400  |      |    | 400 |
| 4.   | Kyra Lamberink   | 375  |      |    | 375 |
| 5.   | Olena Starykowa  | 350  |      |    | 350 |
| 6.   | Han Jun          | 325  |      |    | 325 |
| 7.   | Katy Marchant    | 300  |      |    | 300 |
| 8.   | Natalja Antonowa | 275  |      |    | 275 |
| 9.   | Miriam Vece      | 250  |      |    | 250 |
| 10.  | Kayono Maeda     | 225  |      |    | 225 |

#### Einerverfolgung
| Ort         | Siegerin     | Zweite            | Dritte        |
| ----------- | ------------ | ----------------- | ------------- |
| Los Angeles | Chloe Dygert | Ashlee Ankudinoff | Jaime Nielsen |

Gesamtwertung
| Pos. | Fahrerin                | LA  | Pkt |
| ---- | ----------------------- | --- | --- |
| 1.   | Chloe Dygert            | 500 | 500 |
| 2.   | Ashlee Ankudinoff       | 450 | 450 |
| 3.   | Jaime Nielsen           | 400 | 400 |
| 4.   | Justyna Kaczkowska      | 375 | 375 |
| 5.   | MCC Tazzjana Scharakowa | 350 | 350 |
| 6.   | Francesca Pattaro       | 325 | 325 |
| 7.   | Marion Borras           | 300 | 300 |
| 8.   | Annie Foreman-Mackey    | 275 | 275 |
| 9.   | Pia Pensaari            | 250 | 250 |
| 10.  | Anna Turvey             | 225 | 225 |

#### Mannschaftsverfolgung
| Ort         | Siegerinnen                                                                                | Zweite                                                                             | Dritte                                                                 |
| ----------- | ------------------------------------------------------------------------------------------ | ---------------------------------------------------------------------------------- | ---------------------------------------------------------------------- |
| Glasgow     | Vereinigtes Königreich Emily Kay Eleanor Dickinson Manon Lloyd Emily Nelson Dannielle Khan | Italien Simona Frapporti Elisa Balsamo Maria Giulia Confalonieri Francesca Pattaro | Frankreich Roxane Fournier Laurie Berthon Élise Delzenne Coralie Demay |
| Cali        | Australien Amy Cure Ashlee Ankudinoff Alexandra Manly Rebecca Wiasak                       | Italien Beatrice Bartelloni Simona Frapporti Francesca Pattaro Silvia Valsecchi    | Kanada Stephanie Roorda Ariane Bonhomme Laura Brown Kinley Gibson      |
| Los Angeles | Vereinigte Staaten Kelly Catlin Chloe Dygert Jennifer Valente Kimberly Geist               | Neuseeland Rushlee Buchanan Michaela Drummond Jaime Nielsen Racquel Sheath         | Kanada Laura Brown Jasmin Duehring Annie Foreman-Mackey Kirsti Lay     |

Gesamtwertung
| Pos. | Team                   | Glas | Cali | LA  | Pkt  |
| ---- | ---------------------- | ---- | ---- | --- | ---- |
| 1.   | Italien                | 900  | 900  | 750 | 2550 |
| 2.   | Frankreich             | 800  | 750  | 700 | 2250 |
| 3.   | Polen                  | 750  | 600  | 650 | 200  |
| 4.   | Vereinigtes Königreich | 1000 | 700  | -   | 1700 |
| 5.   | Kanada                 | -    | 800  | 800 | 1600 |
| 6.   | Neuseeland             | -    | 650  | 900 | 1550 |
| 7.   | Ukraine                | 550  | 410  | 550 | 1510 |
| 8.   | Russland               | 380  | 380  | 600 | 1360 |
| 9.   | Japan                  | 500  | 350  | 500 | 1350 |
| 10.  | Volksrepublik China    | 700  | 450  | -   | 1150 |

#### Scratch
| Ort         | Siegerin             | Zweite              | Dritte              |
| ----------- | -------------------- | ------------------- | ------------------- |
| Glasgow     | Élise Delzenne       | Minami Uwano        | Jewgenija Romanjuta |
| Cali        | Sarah Hammer         | Jewgenija Romanjuta | Lydia Gurley        |
| Los Angeles | Tetjana Klimtschenko | Jasmin Duehring     | Elinor Barker       |

Gesamtwertung
| Pos. | Fahrerin             | Glas | Cali | LA  | Pkt |
| ---- | -------------------- | ---- | ---- | --- | --- |
| 1.   | Jewgenija Romanjuta  | 400  | 450  |     | 850 |
| 2.   | Tetjana Klimtschenko | -    | 325  | 500 | 825 |
| 3.   | Lydia Gurley         | 375  | 400  |     | 775 |
| 4.   | Élise Delzenne       | 500  | -    | 225 | 725 |
| 5.   | Rachele Barbieri     | -    | 350  | 375 | 725 |
| 6.   | Laura Basso          | 190  | 160  | 275 | 625 |
| 7.   | Sarah Hammer         | -    | 500  |     | 500 |
| 8.   | Nao Suzuki           | -    | 120  | 350 | 470 |
| 9.   | Jasmin Duehring      | -    | -    | 450 | 450 |
| 10.  | Minami Uwano         | 450  | -    |     | 450 |

#### Punktefahren

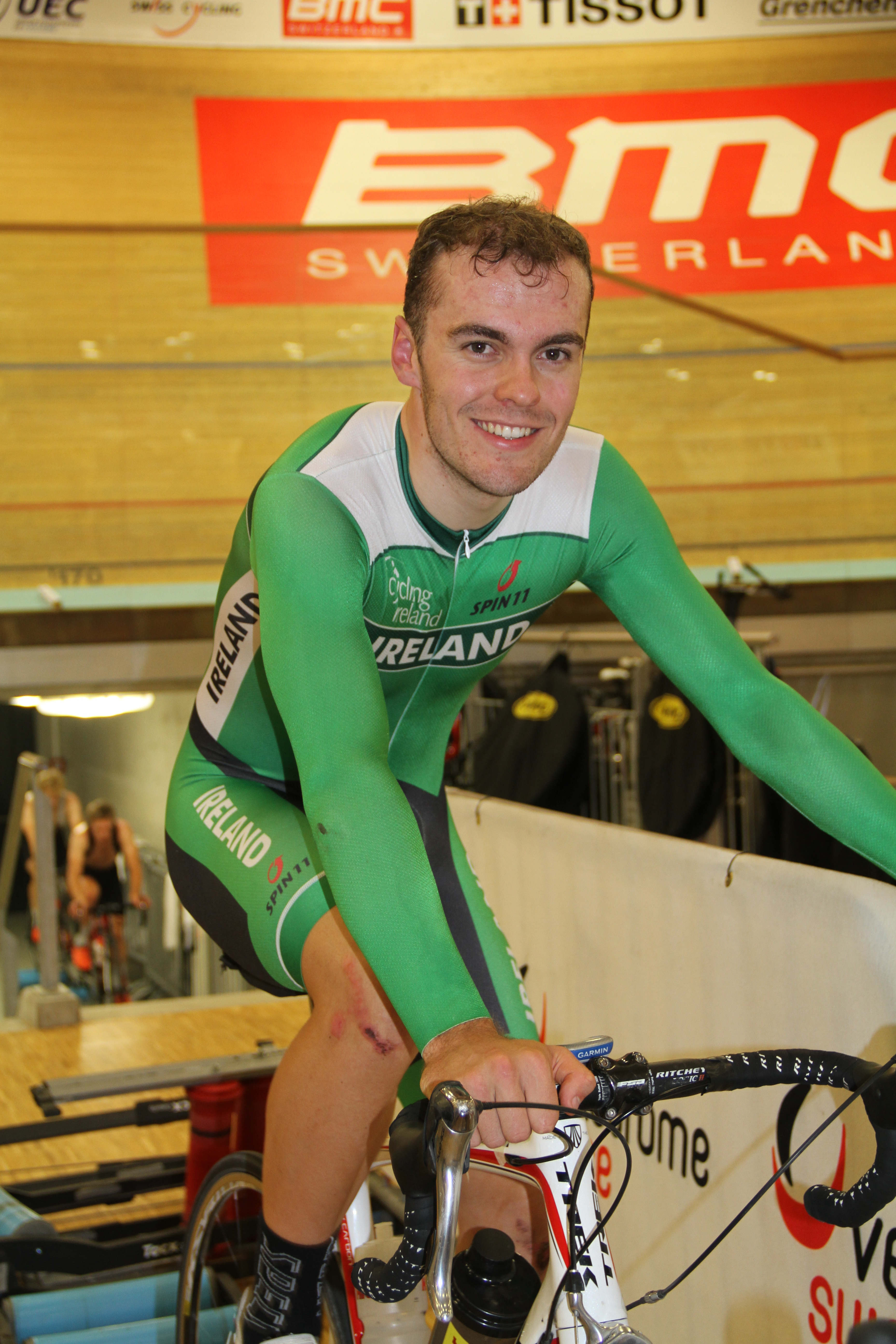
Mark Downey gewann das Punktefahren in Apeldoorn und in Cali sowie in LA das Zweier-Mannschaftsfahren mit Felix English.

| Ort       | Siegerin      | Zweiter      | Dritter           |
| --------- | ------------- | ------------ | ----------------- |
| Apeldoorn | Elinor Barker | Minami Uwano | Jarmila Machačová |
| Cali      | Amy Cure      | Sarah Hammer | Simona Frapporti  |

Gesamtwertung
| Pos. | Fahrerin           | Apel | Cali | LA | Pkt |
| ---- | ------------------ | ---- | ---- | -- | --- |
| 1.   | Jarmila Machačová  | 400  | 225  |    | 625 |
| 2.   | Lotte Kopecky      | 160  | 350  |    | 510 |
| 3.   | Amy Cure           | -    | 500  |    | 500 |
| 4.   | Elinor Barker      | 500  | -    |    | 500 |
| 5.   | Sarah Hammer       | -    | 450  |    | 450 |
| 6.   | Minami Uwano       | 450  |      |    | 450 |
| 7.   | Lydia Gurley       | 325  | 90   |    | 415 |
| 8.   | Simona Frapporti   | -    | 400  |    | 400 |
| 9.   | Neah Evans         | -    | 375  |    | 375 |
| 10.  | Emily Nelson (TBR) | 375  |      |    | 375 |

#### Omnium
| Ort       | Siegerin      | Zweite        | Dritte              |
| --------- | ------------- | ------------- | ------------------- |
| Glasgow   | Emily Kay     | Lotte Kopecky | Tazzjana Scharakowa |
| Apeldoorn | Kirsten Wild  | Emily Kay     | Rachele Barbieri    |
| Cali      | Lotte Kopecky | Emily Nelson  | Rachele Barbieri    |

Gesamtwertung
| Pos. | Fahrerin              | Glas | Apel | Cali | Pkt  |
| ---- | --------------------- | ---- | ---- | ---- | ---- |
| 1.   | Lotte Kopecky         | 450  | 375  | 500  | 1325 |
| 2.   | Emily Kay             | 500  | 450  | –    | 950  |
| 3.   | Tazzjana Scharakowa   | 400  | 300  | 190  | 890  |
| 4.   | Rachele Barbieri      | -    | 400  | 400  | 800  |
| 5.   | Anita Yvonne Stenberg | 250  | 275  | 205  | 730  |
| 6.   | Lydia Boylan          | 145  | 250  | 325  | 620  |
| 7.   | Luo Xiaoling          | 160  | 350  | 110  | 620  |
| 8.   | Yumi Kajihara         | 375  | 190  | −    | 565  |
| 9.   | Tetjana Klimtschenko  | 105  | 175  | 130  | 510  |
| 10.  | Alexandra Manly       | 300  | 205  | −    | 505  |

#### Zweier-Mannschaftsfahren
| Ort         | Siegerinnen                                        | Zweite                                      | Dritte                                             |
| ----------- | -------------------------------------------------- | ------------------------------------------- | -------------------------------------------------- |
| Glasgow     | Vereinigtes Königreich Manon Lloyd Katie Archibald | Frankreich Laurie Berthon Coralie Demay     | Russland Maria Awerina Diana Klimowa               |
| Los Angeles | Australien Amy Cure Alexandra Manly                | Neuseeland Michaela Drummond Racquel Sheath | Italien Rachele Barbieri Maria Giulia Confalonieri |

Gesamtwertung
| Pos. | Team                   | Glas | LA  | Pkt |
| ---- | ---------------------- | ---- | --- | --- |
| 1.   | Vereinigtes Königreich | 500  | 350 | 850 |
| 2.   | Frankreich             | 450  | 375 | 825 |
| 3.   | Australien             | 250  | 500 | 750 |
| 4.   | Russland               | 400  | 325 | 725 |
| 5.   | Italien                | 300  | 400 | 700 |
| 6.   | Ukraine                | 375  | 250 | 625 |
| 7.   | Neuseeland             | -    | 450 | 450 |
| 8.   | Vereinigte Staaten     | 225  | 225 | 450 |
| 9.   | Tschechien             | 350  | -   | 350 |
| 10.  | Irland                 | 325  | -   | 325 |

### Männer

#### Sprint
| Ort         | Sieger           | Zweiter            | Dritter            |
| ----------- | ---------------- | ------------------ | ------------------ |
| Glasgow     | Kamil Kuczyński  | Pawel Jakuschewski | Andrij Wynokurow   |
| Apeldoorn   | Andrij Wynokurow | Kamil Kuczyński    | Sébastien Vigier   |
| Cali        | Denis Dmitrijew  | Max Niederlag      | Pawel Jakuschewski |
| Los Angeles | Denis Dmitrijew  | Max Niederlag      | Sam Webster        |

Gesamtwertung
| Pos. | Fahrer             | Glas | Apel | Cali | LA  | Pkt  |
| ---- | ------------------ | ---- | ---- | ---- | --- | ---- |
| 1.   | Andrij Wynokurow   | 400  | 500  | 300  | 325 | 1525 |
| 2.   | Kamil Kuczyński    | 500  | 450  | 250  | 275 | 1475 |
| 3.   | Pawel Jakuschewski | 450  | 205  | 400  | 205 | 1260 |
| 4.   | Denis Dmitrijew    | -    | -    | 500  | 500 | 100  |
| 5.   | Max Niederlag      | -    | -    | 450  | 450 | 900  |
| 6.   | Vasilijus Lendel   | 250  | 250  | 175  | 160 | 835  |
| 7.   | Eric Engler        | 300  | 145  | 160  | 175 | 780  |
| 8.   | Sébastien Vigier   | -    | 400  | 375  | -   | 775  |
| 9.   | Mateusz Rudyk      | 300  | 120  | 275  | -   | 745  |
| 10.  | Ryan Owens         | 375  | 350  | -    | -   | 725  |

#### Keirin
Ergebnisse
| Ort         | Sieger        | Zweiter          | Dritter                 |
| ----------- | ------------- | ---------------- | ----------------------- |
| Glasgow     | Tomáš Bábek   | Vasilijus Lendel | Lewis Oliva             |
| Apeldoorn   | Tomáš Bábek   | Andrij Wynokurow | Juan Peralta            |
| Cali        | Fabián Puerta | François Pervis  | Tomáš Bábek             |
| Los Angeles | Fabián Puerta | Hugo Barrette    | ISN Shah Firdaus Sahrom |

Gesamtwertung
| Pos. | Fahrer                  | Glas | Apel | Cali | LA  | Pkt  |
| ---- | ----------------------- | ---- | ---- | ---- | --- | ---- |
| 1.   | Tomáš Bábek             | 500  | 500  | 400  |     | 1400 |
| 2.   | Vasilijus Lendel        | 450  | 350  | 300  | 275 | 1375 |
| 3.   | Andrij Wynokurow        | 300  | 450  | 275  | 300 | 1325 |
| 4.   | ISN Shah Firdaus Sahrom | 275  | 275  | 175  | 400 | 1125 |
| 5.   | WAL Lewis Oliva         | 400  | 325  | -    | 375 | 1100 |
| 6.   | Fabián Puerta           | -    | -    | 500  | 500 | 1000 |
| 7.   | Kwesi Browne            | 175  | 120  | 350  | 205 | 850  |
| 8.   | François Pervis         | -    | -    | 450  | 350 | 800  |
| 9.   | Tomoyuki Kawabata       | 205  | 190  | 375  | -   | 770  |
| 10.  | Thomas Clarke           | 190  | 175  | 205  | 175 | 745  |

#### 1000-Meter-Zeitfahren
| Ort  | Siegerin         | Zweiter             | Dritter     |
| ---- | ---------------- | ------------------- | ----------- |
| Cali | Krzysztof Maksel | Maximilian Dörnbach | Tomáš Bábek |

Gesamtwertung
| Pos. | Fahrerin             | Cali | LA | Pkt |
| ---- | -------------------- | ---- | -- | --- |
| 1.   | Krzysztof Maksel     | 500  |    | 500 |
| 2.   | Maximilian Dörnbach  | 450  |    | 450 |
| 3.   | Tomáš Bábek          | 400  |    | 400 |
| 4.   | Aleksander Wasjuchno | 375  |    | 375 |
| 5.   | Jordan Castle        | 350  |    | 350 |
| 6.   | Benjamin Édelin      | 325  |    | 325 |
| 7.   | Diego Andrés Peña    | 300  |    | 300 |
| 8.   | Stefan Ritter        | 275  |    | 275 |
| 9.   | Roberto Serrano      | 250  |    | 250 |
| 10.  | José Moreno Sánchez  | 225  |    | 225 |

#### Teamsprint
| Ort         | Sieger                                                                      | Zweiter                                                             | Dritter                                                       |
| ----------- | --------------------------------------------------------------------------- | ------------------------------------------------------------------- | ------------------------------------------------------------- |
| Glasgow     | Vereinigtes Königreich Jack Carlin Ryan Owens Joseph Truman                 | Frankreich Benjamin Édelin Sébastien Vigier Quentin Lafargue        | Polen Maciej Bielecki Mateusz Rudyk Kamil Kuczyński           |
| Apeldoorn   | Vereinigtes Königreich Jack Carlin Ryan Owens Joseph Truman                 | Frankreich Benjamin Édelin Sébastien Vigier Quentin Lafargue        | Deutschland Eric Engler Robert Förstemann Tobias Wächter      |
| Cali        | Deutschland Robert Förstemann Max Niederlag Maximilian Dörnbach Eric Engler | Polen Maciej Bielecki Mateusz Rudyk Michael Lewandowski             | Russland Pawel Jakuschewski Kyrill Samusenko Alexei Tkatschow |
| Los Angeles | Neuseeland Ethan Mitchell Sam Webster Edward Dawkins                        | Deutschland Erik Balzer Max Niederlag Robert Förstemann Eric Engler | Polen Maciej Bielecki Mateusz Rudyk Krzysztof Maksel          |

Gesamtwertung
| Pos. | Team                   | Glas  | Apel  | Cali  | LA    | Pkt    |
| ---- | ---------------------- | ----- | ----- | ----- | ----- | ------ |
| 1.   | Deutschland            | 562,5 | 600,0 | 750,0 | 675,0 | 2587,5 |
| 2.   | Frankreich             | 675,0 | 675,0 | 562,6 | 562,5 | 2475,0 |
| 3.   | Polen                  | 600,0 | 307,5 | 675,0 | 600,0 | 2182,5 |
| 4.   | Russland               | 525,0 | 525,0 | 600,0 | 525,0 | 2175,0 |
| 5.   | Spanien                | 487,5 | 562,5 | 525,0 | 307,5 | 1882,5 |
| 6.   | Belarus                | 375,0 | 487,5 | 337,5 | 487,5 | 1687,5 |
| 7.   | Vereinigtes Königreich | 750,0 | 750,0 | -     | -     | 1500,0 |
| 8.   | Neuseeland             | 337,5 | 285,0 | -     | 750,0 | 1372,5 |
| 9.   | Tschechien             | 450,0 | 412,5 | 487,5 | -     | 1350,0 |
| 10.  | Volksrepublik China    | 412,5 | 375,0 | 450,0 | -     | 1237,5 |

#### Einerverfolgung
| Ort     | Sieger           | Zweiter             | Dritter        |
| ------- | ---------------- | ------------------- | -------------- |
| Glasgow | Sylvain Chavanel | Daniel Staniszewski | Dion Beukeboom |

Gesamtwertung
| Pos. | Fahrer              | Glas | Cali | LA | Pkt |
| ---- | ------------------- | ---- | ---- | -- | --- |
| 1.   | Sylvain Chavanel    | 500  |      |    | 500 |
| 2.   | Daniel Staniszewski | 450  |      |    | 450 |
| 3.   | Dion Beukeboom      | 400  |      |    | 400 |
| 4.   | Leif Lampater       | 375  |      |    | 375 |
| 5.   | Artjom Sacharow     | 350  |      |    | 350 |
| 6.   | Jay Lamoureux       | 325  |      |    | 325 |
| 7.   | Andrew Tennant      | 300  |      |    | 300 |
| 8.   | Raman Zischkou      | 275  |      |    | 275 |
| 9.   | Stefan Bissegger    | 250  |      |    | 250 |
| 10.  | Rohan Wight         | 225  |      |    | 225 |

#### Mannschaftsverfolgung
| Ort       | Sieger                                                                                           | Zweite                                                                           | Dritte                                                                       |
| --------- | ------------------------------------------------------------------------------------------------ | -------------------------------------------------------------------------------- | ---------------------------------------------------------------------------- |
| Glasgow   | Vereinigtes Königreich Mark Stewart Kian Emadi-Coffin Andrew Tennant Oliver Wood Matthew Bostock | Frankreich Benjamin Thomas Sylvain Chavanel Corentin Ermenault Adrien Garel      | Kanada Adam Jamieson Aidan Caves Jay Lamoureux Bayley Simpson Ed Veal        |
| Apeldoorn | Kanada Aidan Caves Adam Jamieson Jay Lamoureux Bayley Simpson Ed Veal                            | Belgien Moreno De Pauw Kenny De Ketele Robbe Ghys Gerben Thijssen Jonas Rickaert | Frankreich Benjamin Thomas Morgan Kneisky Adrien Garel Louis Pijourlet       |
| Cali      | Dänemark Niklas Larsen Julius Johansen Frederik Rodenberg Casper Pedersen                        | Russland LOK Alexander Jewtuschenko Sergei Schilow Dmitri Sokolow Mamyr Stasch   | Russland Jewgeni Kowaljow Wladislaw Kulikow Alexei Kurbatos Andrei Saltsanow |

Gesamtwertung
| Pos. | Team                   | Glas | Apel | Cali | LA | Pkt  |
| ---- | ---------------------- | ---- | ---- | ---- | -- | ---- |
| 1.   | Frankreich             | 900  | 800  | 650  |    | 2350 |
| 2.   | Belgien                | 700  | 900  | 600  |    | 2200 |
| 3.   | Russland               | 550  | 650  | 800  |    | 2000 |
| 4.   | Polen                  | 650  | 750  | 500  |    | 1900 |
| 5.   | Schweiz                | 750  | 380  | 750  |    | 1880 |
| 6.   | Kanada                 | 800  | 1000 | -    |    | 1800 |
| 7.   | Italien                | 600  | 600  | 550  |    | 1750 |
| 8.   | Vereinigtes Königreich | 1000 | 700  | -    |    | 1700 |
| 9.   | Volksrepublik China    | 450  | 500  | 350  |    | 1300 |
| 10.  | Spanien                | 410  | 450  | 380  |    | 1240 |

#### Scratch
| Ort         | Sieger              | Zweiter            | Dritter        |
| ----------- | ------------------- | ------------------ | -------------- |
| Apeldoorn   | Raman Ramanau (MCC) | Christopher Latham | Moreno De Pauw |
| Los Angeles | Jauhen Karaljok     | Thomas Denis       | Thomas Sexton  |

Gesamtwertung
| Pos. | Fahrer               | Apel | LA  | Pkt |
| ---- | -------------------- | ---- | --- | --- |
| 1.   | Jauhen Karaljok      | 325  | 500 | 825 |
| 2.   | Felix English        | 375  | 375 | 750 |
| 3.   | Raman Ramanau (MCC)  | 500  | 120 | 620 |
| 4.   | Maxim Piskunow       | 350  | 175 | 525 |
| 5.   | Francesco Castegnaro | 190  | 300 | 490 |
| 6.   | Thomas Denis         | -    | 450 | 450 |
| 7.   | Christopher Latham   | 450  | -   | 450 |
| 8.   | Thomas Sexton        | -    | 400 | 400 |
| 9.   | Moreno De Pauw       | 400  | -   | 400 |
| 10.  | Krisztián Lovassy    | 110  | 275 | 385 |

#### Punktefahren
| Ort       | Sieger        | Zweiter         | Dritter               |
| --------- | ------------- | --------------- | --------------------- |
| Glasgow   | Cameron Meyer | Benjamin Thomas | Sam Harrison (WAL)    |
| Apeldoorn | Mark Downey   | Morgan Kneisky  | Sultanmurat Miralijew |
| Cali      | Mark Downey   | Niklas Larsen   | Robbe Ghys            |

Gesamtwertung
| Pos. | Fahrer                | Glas | Apel | Cali | Pkt  |
| ---- | --------------------- | ---- | ---- | ---- | ---- |
| 1.   | Mark Downey           | -    | 500  | 500  | 1000 |
| 2.   | Eloy Teruel           | 275  | 325  | 375  | 975  |
| 3.   | Kenny De Ketele       | 350  | 350  | -    | 700  |
| 4.   | Raman Ramanau (MCC)   | 190  | 275  | 225  | 690  |
| 5.   | Sultanmurat Miralijew | 250  | 400  | -    | 650  |
| 6.   | WAL Sam Harrison      | 400  | 205  | -    | 605  |
| 7.   | Witalij Hryniw        | 225  | 375  | -    | 600  |
| 8.   | Lucas Liß             | 300  | 225  | -    | 525  |
| 9.   | Adam Jamieson         | 205  | 300  | -    | 505  |
| 10.  | Cameron Meyer         | 500  | -    | -    | 500  |

#### Zweier-Mannschaftsfahren
| Ort         | Sieger                                    | Zweiter                                  | Dritter                                         |
| ----------- | ----------------------------------------- | ---------------------------------------- | ----------------------------------------------- |
| Glasgow     | Spanien Sebastián Mora Albert Torres      | Australien Cameron Meyer Callum Scotson  | Belgien Kenny De Ketele Moreno De Pauw          |
| Apeldoorn   | Belgien Robbe Ghys Kenny De Ketele        | Italien Francesco Lamon Simone Consonni  | Vereinigtes Königreich Oliver Wood Mark Stewart |
| Cali        | Dänemark Casper von Folsach Niklas Larsen | Irland Felix English Mark Downey         | Russland Andrei Sazanow Wiktor Manakow          |
| Los Angeles | Irland Felix English Mark Downey          | Dänemark Julius Johansen Casper Pedersen | Neuseeland Campbell Stewart Thomas Sexton       |

Gesamtwertung
| Pos. | Team       | Glas | Apel | Cali | LA  | Pkt  |
| ---- | ---------- | ---- | ---- | ---- | --- | ---- |
| 1.   | Italien    | 375  | 450  | 350  | 190 | 1365 |
| 2.   | Schweiz    | 300  | 375  | 250  | 375 | 1300 |
| 3.   | Frankreich | 350  | 325  | 300  | 325 | 1300 |
| 4.   | Belgien    | 400  | 500  | 375  | -   | 1275 |
| 5.   | Irland     | -    | 300  | 450  | 500 | 1250 |
| 6.   | Polen      | 325  | 350  | 275  | 300 | 1250 |
| 7.   | Russland   | 250  | 175  | 400  | 205 | 1030 |
| 8.   | Dänemark   | -    | -    | 500  | 450 | 950  |
| 9.   | Ukraine    | 190  | 250  | 225  | 275 | 940  |
| 10.  | Spanien    | 500  | -    | 205  | 225 | 675  |

#### Omnium
| Ort         | Sieger        | Zweiter           | Dritter            |
| ----------- | ------------- | ----------------- | ------------------ |
| Apeldoorn   | Szymon Sajnok | Albert Torres     | Benjamin Thomas    |
| Cali        | Sam Welsford  | Lindsay De Vylder | Casper von Folsach |
| Los Angeles | Szymon Sajnok | Campbell Stewart  | Park Sang-hoon     |

Gesamtwertung
| Pos. | Fahrer             | Apel | Cali | LA  | Pkt  |
| ---- | ------------------ | ---- | ---- | --- | ---- |
| 1.   | Szymon Sajnok      | 500  | 325  | 500 | 1325 |
| 2.   | Morgan Kneisky     | -    | 300  | 350 | 650  |
| 3.   | Christopher Latham | 350  | -    | 350 | 650  |
| 4.   | Park Sang-hoon     | -    | 205  | 400 | 605  |
| 5.   | Sam Welsford       | -    | 500  | -   | 500  |
| 6.   | Sergei Rostowzew   | 175  | -    | 325 | 500  |
| 7.   | Liu Hao            | 190  | 175  | 130 | 495  |
| 8.   | Raman Gladysch     | 160  | 130  | 175 | 465  |
| 9.   | Campbell Stewart   | -    | –    | 450 | 450  |
| 10.  | Lindsay De Vylder  | -    | 450  | -   | 450  |

### Teamwertung
(Endstand)
| Pos. | Nation/Team            | Glas   | Apel   | Cali   | LA     | Pkt      |
| ---- | ---------------------- | ------ | ------ | ------ | ------ | -------- |
| 1.   | Frankreich             | 5680,0 | 4175,0 | 5032,5 | 4597,5 | 19.485,0 |
| 2.   | Russland               | 4550,0 | 3645,0 | 5045,0 | 3365,0 | 16.605,0 |
| 3.   | Polen                  | 4350,0 | 3322,5 | 4295,0 | 3491,0 | 15.458,5 |
| 4.   | Ukraine                | 4110,0 | 4040,0 | 2685,0 | 3860,0 | 14.695,0 |
| 5.   | Vereinigtes Königreich | 5800,0 | 5915,0 | 1730,0 | 1050,0 | 14.495,0 |
| 6.   | Deutschland            | 3522,5 | 3356,0 | 3935,0 | 3275,0 | 14.088,5 |
| 7.   | Italien                | 3675,0 | 3265,0 | 3960,0 | 2930,0 | 13.830,0 |
| 8.   | Spanien                | 3937,5 | 4737,5 | 3700,0 | 1443,5 | 13.818,5 |
| 9.   | Australien             | 3808,5 | 1923,5 | 4270,0 | 1865,0 | 11.867,0 |
| 10.  | Belgien                | 3360,0 | 3455,0 | 3955,0 | -      | 10.770,0 |

## Teamkürzel
Die Kürzel in den Klammern bedeuten einen Start für ein UCI Track Team. Ohne eine Angabe erfolgte ein Start für das jeweilige Nationalteam.
DRS: Dream Seeker; GAZ: Gazprom-RusVelo; ISN: Isn Track Team; LOK: Lokosphinx; MCC: Minsk Cycling Club; TBR: Team Breeze; TCT: Taichung Cycling Team; WAL: Team Usn